# Маак Річард Карлович
Річард Карлович Маак (рос. Ричард Карлович Маак, 23 серпня (4 вересня) 1825, Аренсбург (зараз — Курессааре) — 13 (25) листопада 1886, Санкт-Петербург), російський натураліст, дослідник Сибіру та Далекого Сходу, педагог.

## Біографія
Закінчив природниче відділення Санкт-Петербурзького університету; у 1852 році розпочав службу старшим вчителем природничих наук в Іркутській чоловічій гімназії. Протягом десяти років (1868-1879) прослужив директором училищ  Іркутської губернії та головним інспектором училищ Східного Сибіру. У 1879 році був відкликаний у Санкт-Петербург у зв'язку з призначенням членом ради Міністерства народної освіти.
Здійснив ряд важливих експедицій — у Вілюйський округ (1853-1855), вперше описав орографію, геологію та населення басейну річок Вілюй, Олекма та Чона; Амурський край (1855-1856) та в долину річки Уссурі (1859-1860). Його роботи дозволили просунутися у вивченні флори приамурських та пріуссурійських країн.
Етнічно Маак був естонцем; проте Російська імперія контролювала цю країну протягом життя Річарда Маака. Він був членом Сибірського відділення Російського географічного товариства.

## Види, названі на честь Р. Маака
Річард Маак займався збором раніше невідомих видів та описував їх. На його честь названо декілька видів рослин та тварин Далекого Сходу:
- три види метеликів — косатець Маака (Achillides maackii), бражник Маака (Marumba maackii), листовійка-плодожерка Маака (Cydia maackiana);
- рід дерев родини Бобові — Маакія (Maackia)
- вид роду Слива — Черемха Маака (Prunus maackii)

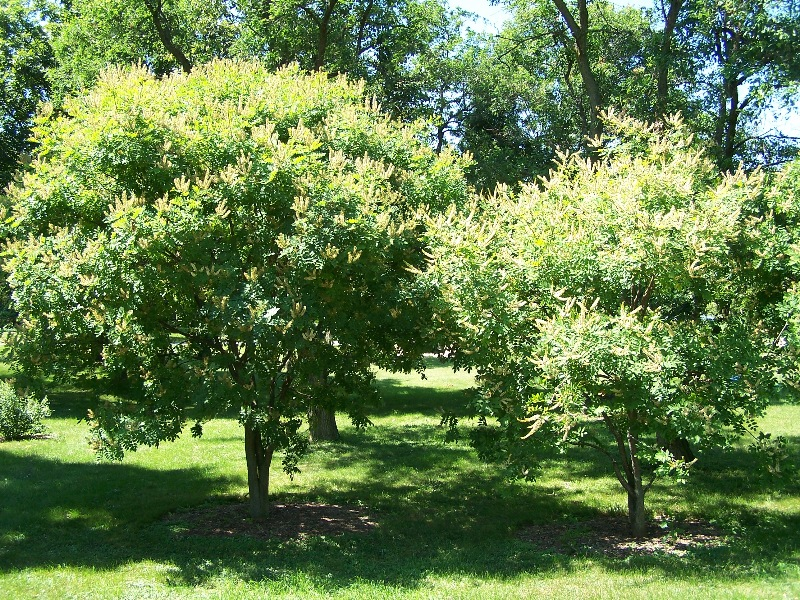
Maackia amurensis
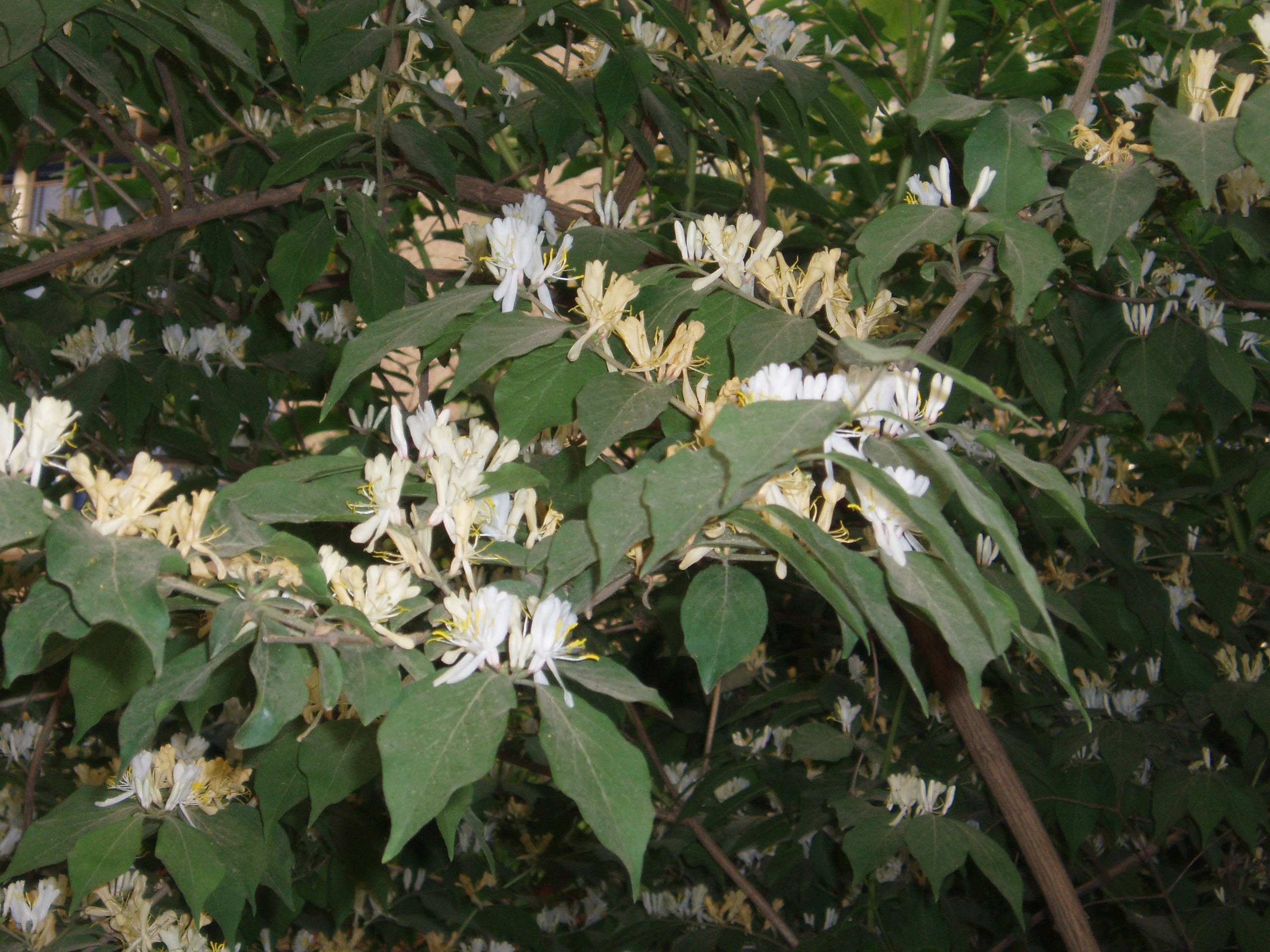
Lonicera maackii
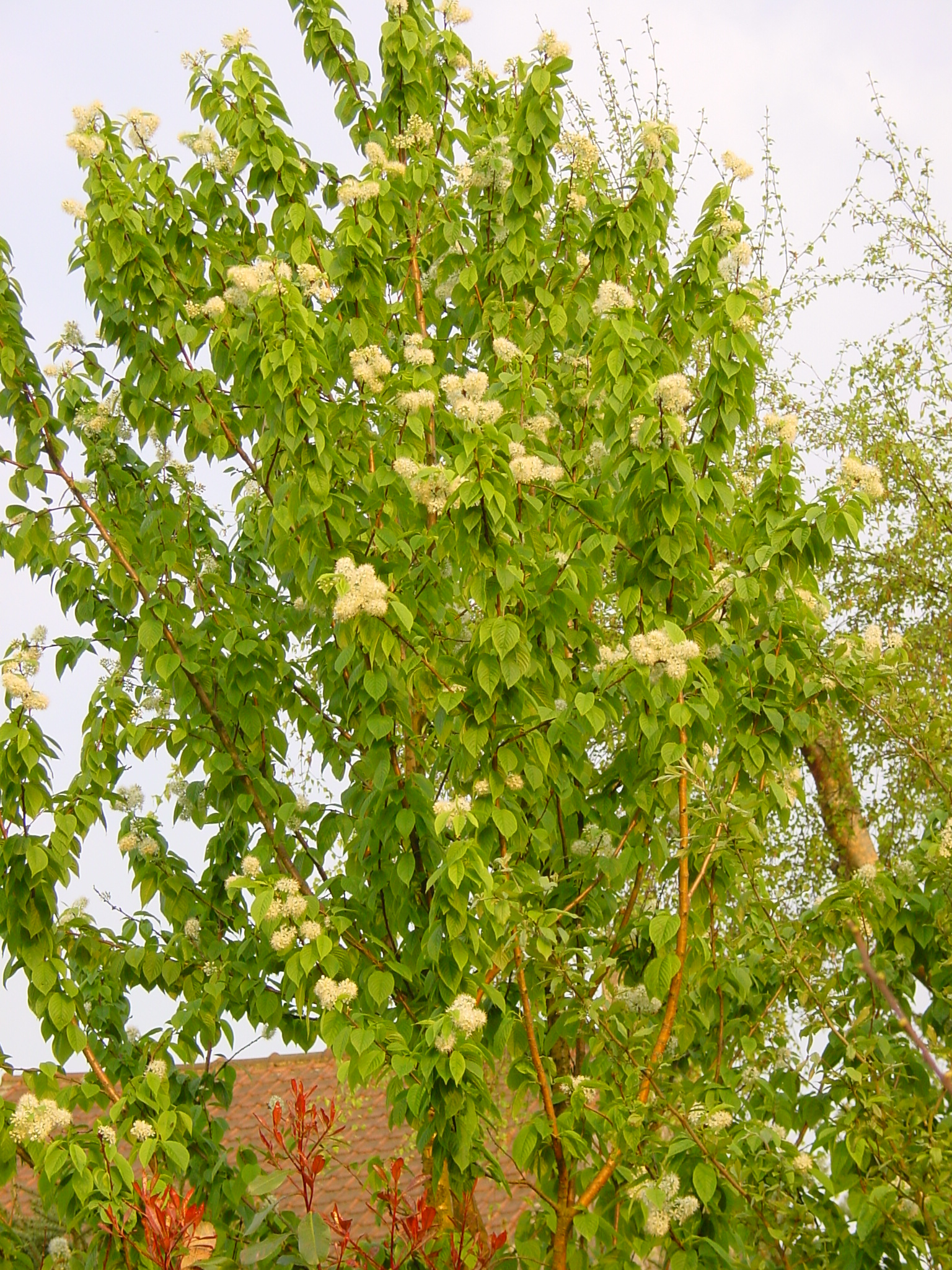
Prunus maackii

## Публікації
- Ричард Карлович Маак. «Путешествие на Амур, совершенное по распоряжению Сибирского отдела Императорского русского географического общества в 1855 г. Р. К. Мааком» / член-соревнователь Сибирского отдела С. Ф. Соловьёв. — Репринтное издание 1859 г. — СПб. : Альфарет, 2007. — 260 с.

- Путешествие по долине реки Уссури, т, 1—2, СПБ, 1861;
- Вилюйский округ Якутской области, ч. 1, 2 изд., ч. 2—3, СПБ, 1877—1886;
- Очерк флоры Уссурийской страны (1862);
- Енисейская губерния (в «Списках населённых мест Российской империи»).